# John Skogman
Claes John Anders Skogman, född 14 maj 1979 i Umeå, är en svensk daytrader, poddare och krönikör, främst känd som programledare i Börspodden, som var en av Sveriges mest kända podcast inom finansmedia. Podcasten startades 2013 och lades ned februari 2025.

## Biografi
John Skogman föddes i Umeå 1979 och studerade till civilekonom vid Uppsala universitet. Efter examen tog han anställning på Kaupthing Bank och sedan på den svenska investmentbanken Remium. I mars 2022 blev han krönikör i Affärsvärlden.

## Rättegångar om robothandel
I december 2012 hade Skogman fått information om att en aktör ville sälja en stor mängd aktier i företaget Itab Shop Concept och försökte verifiera detta genom att köpa fler aktier och studera hur marknaden rörde sig. Det fick en av Remiums handelsrobotar som agerade likviditetsgarant att då köpa upp fler aktier och på så sätt höja aktiekursen. Skogman sålde då sedan tillbaka aktier och gjorde en total vinst på 2 175 kronor. Roboten anmälde detta till Stockholmsbörsen som i sin tur lämnade vidare ärendet till en åklagare hos Ekobrottsmyndigheten. I april 2015 fälldes Skogman för otillbörlig marknadspåverkan i Stockholms tingsrätt. Domen överklagades till Svea Hovrätt, som i februari 2016 fastställde domen.
Domen väckte debatt kring robothandel där att robotarna ansågs ha en otillbörlig fördel jämfört med mänskliga aktörer och att då utnyttja buggar i deras programmering inte var mer än rätt. Per Håkan Börjesson menade vidare att Skogman, snarare än att fällas för marknadspåverkan, borde få medalj för sitt uppmärksammande om hur robothandel försämrar marknaden.

## Börspodden (2013–2025)
Under 2013 startade John Skogman podcasten Börspodden tillsammans med sin före detta Remiumkollega Johan Isaksson. 2022 hade podcasten 200 000 lyssnare i månaden i snitt och var enligt Dagens PS Sveriges största finanspodd. I februari 2025 meddelades att podcasten läggs ned efter att ha nått 600 avsnitt.

## Börsens finest
I maj 2025 (drygt två månader efter Börspodden nedläggning) annonserade Skogman att han skulle lansera den nya aktiepodden Börsens finest. Podden skulle fokusera på intervjuer med gäster inom finans.